# Manoir de Dollrott
Le manoir de Dollrott (Gutshaus Dollrott) est un manoir du XVIIe siècle situé à Dollrottfeld, entre Süderbrarup et Kappeln dans le Schleswig-Holstein, dans le nord de l'Allemagne.

## Historique
C'est en 1231 qu'est mentionné pour la première fois par écrit le domaine de Dollrott, appelé alors Dolruht. C'est un fief de la famille von Ahlefeldt, sous le nom de Dolrade. Heinrich, ou Hinrich, von Ahlefeld construit le manoir actuel en 1609 coiffé d'un fronton. Il est décoré de fresques et bientôt l'on rajoute un aile nord. Une laque rappelle le souvenir de son épouse, Anna, dont le domaine doit lui revenir en tant que veuve.
Les terres de Dollrott appartiennent au duché de Schleswig pendant la guerre de Trente Ans et le duc de Gottorp y stationne des troupes et l'on fait creuser des douves pour le protéger des maraudeurs. Le manoir et ses terres appartiennent au XVIIIe siècle à des familles aristocratiques, comme les Königstein, les Wedderkop, et les Viereck. Christine-Élisabeth von Königstein épouse Car Heinrich von Viereck, écuyer à la cour du Danemark, et Frédéric IV de Danemark y vient en visite, offrant son portrait. Les deux tiers des terres sont parcellisés en 1789 et le village de Dollrottfeld est créé.
Le baron Rochus von Liliencron (1820-1912), auteur de la fameuse Allgemeine Deutsche Biographie et oncle du poète Detlev von Liliencron (1844-1909), se souvient y avoir passé son enfance qu'il relate dans Frohe Jugendtage.
Les imposants bâtiments agricoles actuels datent de 1870. La propriété entre en 1910 dans la famille qui l'exploite toujours aujourd'hui.

## Biographie
- Rochus von Liliencron, Frohe Jugendtage, Lebenserinnerungen, Kindern und Enkel erzählt, Leipzig, 1902
- Hubertus Neuschäffer, Schleswig-Holsteins Schlösser und Herrenhäuser, Husum, 1989

## Source
- (de) Cet article est partiellement ou en totalité issu de l’article de Wikipédia en allemand intitulé « Gut Dollrott » (voir la liste des auteurs).